# اردشیر بابکان در تاریخ روایی ایران

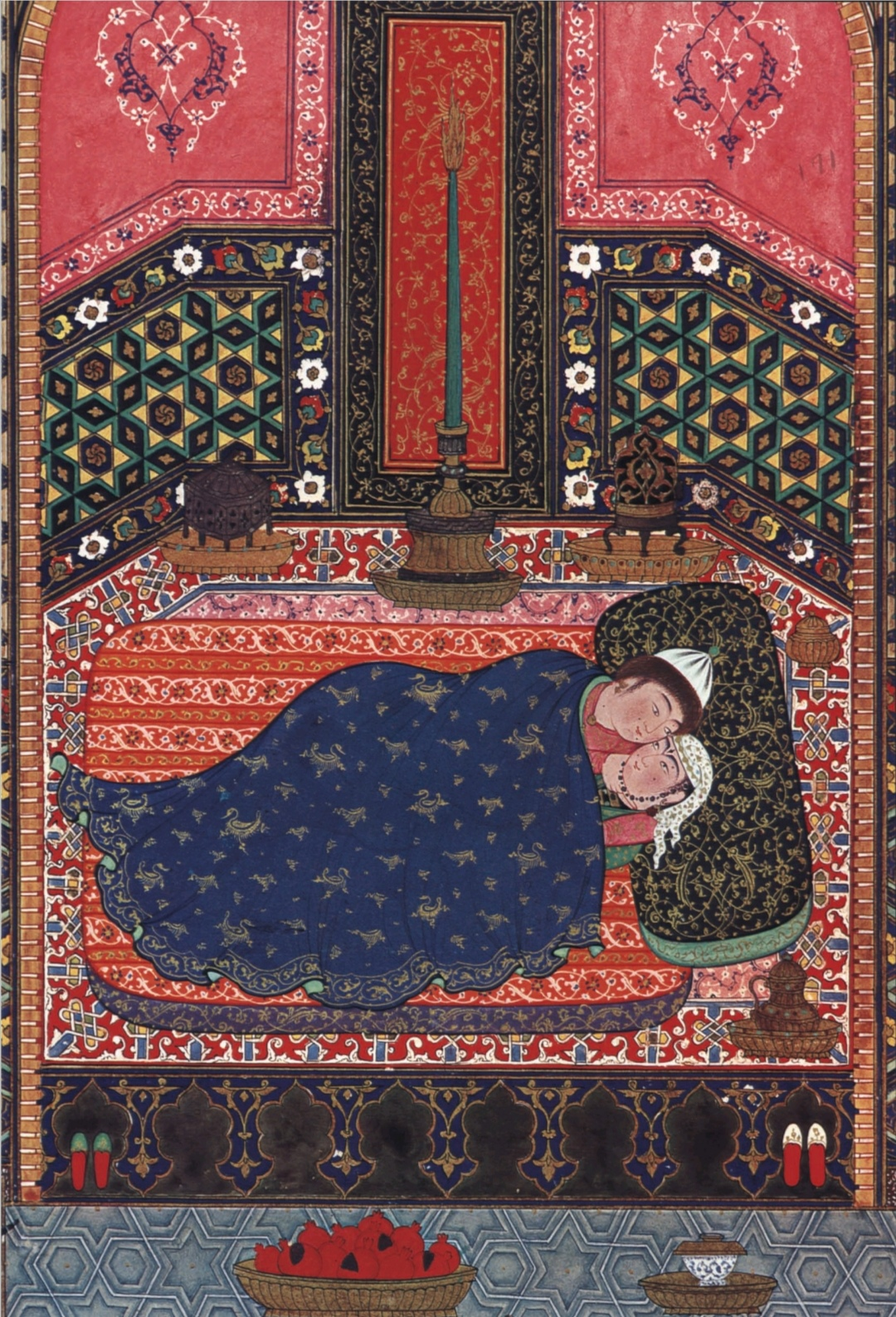
بنا بر داستان‌های شاهنامه فردوسی، اردشیر نزد اردوان اشکانی می‌رود و در آنجا کنیزی به نام گلنار عاشق او شده و هر شب تا بامداد همبستر می‌شوند که این موجب خصومت اردوان با او می‌شود. تصویر فوق مینیاتوری از این ماجرا در شاهنامه بایسنقری است.

روایت‌های فروپاشی اشکانیان و بنیان‌گذاری شاهنشاهی ساسانی در تاریخ روایی ایران، ویژگی‌های داستان‌های افسانه‌ای را می‌دارد. این روایات، در متون «پارسی میانه» و «فارسی-عربی» نقل شده‌اند. در این روایت‌ها، چگونگی نسب و نیا، چگونگی زاده‌شدن، رشد و پروردن و چگونگی قدرگیری با اختلافاتی چند آمده‌است. شخصیت توصیفی از اردشیر بابکان در تاریخ روایی ایران، شباهت‌های بسیاری به شخصیت دیگر شاهان بزرگ تاریخ روایی ایران می‌دارد. آنچه از اردشیر دانسته‌است، غالباً به‌اعتبار تصویری‌است که خسروی یکم از او بازسازی کرده و احتمالاً بخش عمده‌ای از مطالبی که درباب اقدامات اردشیر در منابع «پارسی میانه» و «عربی-فارسی» آمده، بازتابی از تبلیغات سلطنتی خسروی یکم است؛ خسروی یکم این تبلیغات را برای آن انجام می‌داد که تصویری آرمانی از خود بازسازد و آن را منطبق ویژگی‌های شخصیتی اردشیر بابکان بنماید.

## گزارش‌ها از اردشیر
گزارش فردوسی در شاهنامه از چگونگی برآمدن ساسانیان، اینگونه آغاز می‌شود که ساسان پسر دارا، به هنگام حملهٔ اسکندر به ایران، پس از کشته شدن پدر، به هندوستان می‌گریزد و با فقر دست به گریبان می‌شود؛ تا به‌زاری می‌میرد. از او پسری می‌ماند ساسان‌نام و تا ۴ نسل، پدر نام ساسان بر پسرش می‌نهد که همه به چوپانی، و ساربانی روزگار می‌گذرانند. آخرین ساسان به پارس بازمی‌گردد و با شبانی به خدمت بابک، فرمانروای اصطخر، درمی‌آید. بابک شبی در خواب، پی به تبار والای ساسان می‌برد و پس از بیداری، از ساسان درباب نیاکان او می‌پرسد و ساسان سرانجام نسب خویش را آشکار می‌سازد. بدینگونه، بابک دختر خویش را به‌زنی به ساسان می‌دهد و اردشیر بابکان از آن دو زاده می‌شود.
در کارنامهٔ اردشیر بابکان نیز —که فردوسی بدان گوشه‌چشمی داشته—، همین داستان با اندکی دگرگونی آمده‌است. براساس این گزارش، بابک حاکم پارس و گماردهٔ اردوان بود. چون آوازهٔ اردشیر ۱۵ ساله به اردوان رسید، از بابک درخواست که اردشیر را نزد او فرستد، تا در کنار فرزندان او آموخته و پرورده شود. در ادامهٔ گزارش، کارنامه آمده‌است که روزی اردوان در نخجیرگاه بود که پسر بزرگش و اردشیر در پی گوری تاختند؛ تیر اردشیر گور را برزمین افگند؛ پسر اردوان نزد پدر اردشیر را دروغزن خواند؛ اردوان نیز اردشیر را به آخور ستوران فرستاد. اردشیر نامه به بابک بنوشت و بابک او را به بردباری فراخواند. کنیزکی از دربار اردوان فریفتهٔ اردشیر شد و همه‌شب تا بامداد نزد او می‌آرمید. اخترشناسان در طالع اردوان، برآمدن مردی که پادشاهی دیگری بنیاد می‌نهد، دیدند. سپس اردشیر با کنیزک از دربار اردوان گریخت و به‌سوی پارس رفت. اردوان با پسر و سپاهی گران در پی اردشیر تاخت و پس از ۴ ماه نبرد، اردشیر اردوان را می‌کشد و دختر اردوان را به زنی می‌گیرد. این همان زنی است که شاپور در نهان از او زاده می‌شود.
در تاریخ روایی ایران، اسکندر، که پس از شکست دارا، نگران آیندهٔ ممالک خویش و احتمال خیزش ایرانیان بود، ایرانشهر را به‌میان حاکمان محلی (ملوک‌الطوایف) تقسیم می‌کند و بدین‌ترتیب در میان ایرانیان تخم نفاق پاشید و از قدرت یافتن هریک از فرمانروایان جلوگیری کرد. تاریخ روایی ایران، آگاهی اندکی نسبت دربارهٔ سلوکیان به‌دست می‌دهد. طبری تنها به‌اشاره‌ای گذرا به سلوکوس و آنتیوخوس اکتفا کرده که آن‌هم نقلی‌است از هشام کلبی. اشکانیان نیز در تاریخ روایی ایران، با پیوند سست و حکومت ناتمرکزی که داشتند، وارثان اسکندر پنداشته شده‌اند. براساس تاریخ روایی ایران، این نظام زمین‌داری به‌اصطلاح بیگانه (حکومت اشکانیان)، حدود ۲۶۶ سال با حکمرانی شاهان محلی بر ایران حکمفرما بود. در روایت اسلامی آمده‌است که در میان این پادشاهان، اشکانیان شاخه‌ای از حاکمان محلی می‌بودند که بر مغرب و مرکز ایران حکومت می‌راندند و توانستند اختیار سرزمین بابل را نیز به‌دست گیرند، از احترام زیادی در میان شاهان دیگر برخوردار بودند و امرای محلی برتری این شاهان را به‌رسمیت می‌شناختند؛ لیک اینان در موقعیتی نبودند که بتوانند به‌عزل و نصب شاهان نحوای دیگر بپردازند. براساس فهرستی که مورخین اسلامی از شاهان اشکانی به‌دست داده‌اند، اردوان مهم‌ترین و آخرین پادشاه اشکانی است. در چنین فضایی اردشیر بابکان از دل تاریخ روایی ایران سربرمی‌آورد و آهنگ یکپارچه‌سازی ایرانشهر می‌کند.
این روایت‌ها، برای مشروعیت‌بخشیدن هرچه بیشتر به پادشاهی اردشیر و فرزندانش، با مهارت شگفت‌انگیزی هم تبار او به هخامنشیان می‌رسد و هم با وصلت با دختر اردوان به اشکانیان می‌پیوندد.
گزارش به‌قدرت رسیدن اردشیر در تاریخ روایی ایران نیز همانند یک رویداد افسانه‌ای‌است. گزارش‌های طبری، بلعمی، ابن اثیر و میرخواند، جز در جزئیات هماهنگ‌اند. برپایهٔ این گزارش‌ها، ساسان، پدر بزرگ اردشیر با دختری به نام رام‌بهشت از خانوادهٔ بازرنگی ازدواج می‌کند و ریاست معبد آناهیتا را به عهده می‌گیرد. پسر او بابک با به دست آوردن مقام پدر جانشین او می‌شود و سپس پسر او اردشیر این مقام را به ارث می‌برد. بابک در زمان حیات خود، ارگبدی دارابگرد را نیز از شاهان محلی پارس برای پسرش می‌گیرد و با کشتن گوچهر، شاه محلی پارس اصطخر، و تسلط بر تمامی پارس، از اردوان می‌خواهد تا اجازه دهد که پسر بزرگش شاپور به جای گوچهر، شاه اصطخر شود؛ ولی اردوان مخالفت می‌کند. پس از بابک، شاپور شاه اصطخر می‌شود. در ادامهٔ این گزارش‌ها چنین آمده‌است که پس از آنکه ستیز میان برادران شاپور پسر بابک محتمل می‌شود، شاپور ظاهراً به‌مرگی تصادفی، از میان می‌رود و برادران دیگر حکومت را به اردشیر می‌سپارند. به این ترتیب او شاه پارس می‌شود و پس از رسیدن به قدرت، برای جلوگیری از طغیان برادران خود، همهٔ آن‌ها را می‌کشد.
در تاریخ روایی ایران، اردشیر همچو مردی قهرمان و جسور و دوراندیش و با حس پایمردی و حوصلهٔ فراوان نمایانده شده‌است. بنابراین متون، وی مردی استوار و عین دست یازیدن به خشونت و بی‌رحمی‌های بسیار، همواره رفتاری جوانمردانه می‌داشته و به‌گاه نبرد، همواره پیشاپیش جنگاوران خویش می‌جنگیده‌است. در متون تاریخ روایی ایران، اردشیر از آن سوی کامیاب شد که از نسل دودمان شاهنشاهان باستانی ایران بوده و از سوی یزدان بفرمانروایی ایرانشهر برگزیده شده‌بود. اما در این نکته تردید نیست که موجه جلوه دادن فرمانروایی ساسانیان، بعدها و در اواخر دورهٔ شاهنشاهی آنان با افزودن مطالبی چند بر جریان واقعی رویدادهای آن روزگار صورت پذیرفت و احتمالاً آوردن این مطالب در نوشته‌های رسمی علل سیاسی می‌داشته باشد.

## همسانی‌های اردشیر با الگوی رفتاری شاهان بزرگ
در تاریخ روایی ایران، شاهان و مردان اساطیری همواره در نبرد با دیوان بودند و به‌زعم آنان، دیوها خطرناکترین دشمنان بشرند و بخشی از افتخار و بزرگی آنان در شکست و به‌فرمان درآوردن دیوها بدست می‌آمد. براساس تاریخ روایی ایران، گرشاسب و رستم و اسفندیار و دیگر دلاوران، بسیاری از دیوها را شکست دادند. برپایهٔ تاریخ‌نگاری عصر ساسانی، چنین پیداست که مردم آن دوره به‌وجود دیوان باور داشتند؛ وزین روی است که دیوان جایگاه روشنی در شاهنامه می‌دارند؛ پیرو همین سنت اساطیری، کشتن دیوی به‌نام هفتواد را به اردشیر بابکان نسبت داده‌اند.
یکی از اَشکال تعالیم در تاریخ روایی ایران، بیان آشکارای پند و اندرز است؛ این پندها متضمن اصول اخلاقی در نظر گرفته می‌شدند. متون تاریخ روایی ایران حاوی دستورهای گونگونی می‌بودند که متضمن رسیدن به زندگانی‌ای خردمندانه و پرثمر تلقی می‌شد. در این ادبیات، پادشاه در مقام پیشوای اخلاقی و روحانی مردم —و نه صرفاً مسئول ادارهٔ کشور— است؛ پیرو این نوع ادبیات در تاریخ روایی ایران، به همهٔ پادشاهان بزرگ ایران سخنانی دربارهٔ وظایف آنان و رعایایشان، و روش درست حکومت بر مردم و رفتار با آن‌ها نسبت می‌داده‌اند. در این میان اردشیر نیز از این قاعده مستثنی نبوده‌است.
مبنای مشروعیت دودمان‌های شاهنشاهی ایران در تاریخ روایی، جریان‌داشتن خون شاهی و خویشاوندی نسبی به‌پادشاهان پیشین بوده‌است؛ هرگاه که در این زنجیره شکافی روی می‌داد، با برسازی نسب و پیوند، این زنجیره را می‌پیونداندند. مانند رساندن نسب هوشنگ به کیومرث و فریدون به جمشید؛ پیرو همین گفتمان بود که اردشیر هم نوادهٔ دارای کیانی شد.
چهره و شخصیت پادشاهان بزرگ اساطیری در تاریخ روایی، به‌صورت نیرومندترین، خوشسیماترین، خردمندترین و خوشبختترین کس در میان کسان نمایانده شده‌است. در تاریخ روایی ایران، از میان شاهنشاهان ساسانی، چهرهٔ اردشیر بابکان، شاپور دوم و خسروی یکم آشکارا چنین نماینده شده‌اند.

## اردشیر و نمود اندیشهٔ ایرانشهری
در نامهٔ تنسر، چنین آمده‌است که ارادهٔ اردشیر برآن‌است که کین دارا را از اسکندریان (رومیان) بخواهد. این متن به‌وضوح برای برانگیختگی احساسات ملی ایرانیان نوشته شده‌بود؛ اگرچه این‌گونه روایات بیشتر مشخصهٔ داستان‌های حماسی می‌دارد، اما این حقیقت روانشناختی را آشکار می‌سازد که ایرانیان، سده‌های درازی عمیقاً احساس دارا بودن هویت ملی می‌داشتند و خود را از دیگر مردمان متمایز می‌دانستند؛ وزهمین‌روی که سرزمین‌های دیگری که ایرانیان بر آن‌ها چیره می‌شدند، هرگز «ایران» نامیده نشدند بلکه «انیران» خوانده شدند.

## خسرو انوشیروان و نقش او در تصویر اردشیر بابکان
آنچه از اردشیر دانسته‌است، غالباً به‌اعتبار تصویری‌است که خسروی یکم از او بازسازی کرده و احتمالاً بخش عمده‌ای از مطالبی که درباب اقدامات اردشیر در منابع «پارسی میانه» و «عربی-فارسی» آمده، بازتابی از تبلیغات سلطنتی خسروی یکم است؛ خسروی یکم این تبلیغات را برای آن انجام می‌داد که تصویری آرمانی از خود بازسازد و آن را منطبق ویژگی‌های شخصیتی اردشیر بابکان بنماید. از داده‌هایی که از زمان خود اردشیر باقی‌مانده‌است، اطلاعات چندانی نمی‌توان برداشت کرد به‌جز اینکه وی زردشتی‌ای مؤمن بوده که در قرن سوم میلادی می‌زیسته‌است؛ با این پیشینه و با توجه بدینکه در سدهٔ ششم میلادی اطلاعات چندانی از اردشیر در دست نبوده، وی را تبدیل به بهترین گزینه برای تبدیل شدن به پادشاهی آرمانی کرده‌است. بنابراین خسرو انوشیروان به میل خود برای او تاریخچه‌ای به موجزترین شکل ممکن در کارنامهٔ اردشیر بابکان فراهم آورد.
جنبش مزدک اگرچه به قباد یکم کمک کرد که از قدرت اشراف و روحانیون بکاهد، اما در نهایت به ناآرامی در فضای مذهبی ایران انجامید. این ناآرامی برای خسروی یکم خطرآفرین بود زیرا که ساسانیان برای همگام‌کردن عملکرد مذهبی و حکومت، تسلط بر مذهب و آموزه‌های آن را ضروری می‌دانستند. تورج دریایی برآن‌است که خسروی یکم برای توجیه مبارزهٔ خویش با آموزه‌های مزدک، اقدامات اردشیر در ساماندهی مجدد مذهب، پس از آسیب‌های اسکندر، را الگوی خویش قرار داد تا با تأسیس نهادهای نوین و عرضهٔ دانش بیگانگان به ایران، اوضاع را بهبود بخشد. براساس متون نوشته‌شده در زمان خسروی یکم، اردشیر کوشید تا آسیب‌هایی را که اسکندر به مذهب وارد کرد را ترمیم کند و اوستا را نظمی تازه بخشد و دین را سامان دهد. این اقدامات منتسب به اردشیر، احتمالاً ساختهٔ ذهن خسروی یکم و برای مشروعیت‌بخشی به اقدامات خودش بوده‌است. با توجه به آثار به‌جای مانده، چنین پیداست که خسروی یکم از وجههٔ اردشیر، مؤسس سلسلهٔ ساسانیان، بهره برد تا تغییراتی که در جامعهٔ ساسانی اعمال کند. از آنجا که جامعه اردشیر را فقط از طریق آثار به‌جای مانده و سنت شفاهی می‌شناخت، خسرو انوشیروان به آفرینش تاریخچه‌ای از او در قالب کارنامهٔ اردشیر بابکان پرداخت. در واقع خسرو انوشیروان خاطرهٔ اردشیر بابکان را برای توجیه کنش‌های خودیش در یکی از دوران آشوب‌زدهٔ ایرانشهر بازساخت. خسرو که خود پادشاهی نمونه بود، اردشیر را نیز به‌یکی از بزرگترین پادشاهان این دودمان تبدیل کرد و عقاید و کنش‌هایی که بدو نسبت داد، با اقدامات خودش هماهنگ بود از این طریق، اصلاحات خود را مشروعیت بخشید و بر حق جلوه داد.
از دیگر موارد «مشروعیت بخشی به اقداماتی از طریق انتساب به اردشیر»، حفظ و رعایت دقیق تفکیک طبقات اجتماعی است؛ برای نشان دادن قدمت و مشروع‌سازی طبقات اجتماعی، برخی از منابع ایجاد آن را به جمشید و برخی دیگر به اردشیر بابکان نسبت داده‌اند.